# Gurp
Gurp es una localidad española perteneciente al municipio de Tremp, en la provincia de Lérida, comunidad autónoma de Cataluña.
Está situado en la comarca de Pallars Jussá y fue cabeza del término del antiguo municipio de Gurp de la Conca, agregado en 1970 al término municipal de Tremp. Está a 918 m s. n. m., en la cabecera del barranco de Seròs (formada en el noreste del pueblo por el barranco de Llaons y al suroeste por el barranco de Grau), debajo de un acantilado con presencia de varias cavidades de interés espeleológico de la sierra de Gurp. Este acantilado está formado al noreste por la Roca de les Vedrines y al suroeste, por la Roca dels Corrals, que constituyen las laderas sur-orientales de la sierra de Gurp, de 1.437,8 m s. n. m.
El nombre del pueblo es, más propiamente, Gurp, sin ningún añadido. De la Conca se añadía a Gurp a la hora de designar aquel antiguo término municipal que incluía, además de Gurp, Sant Adrià, Santa Engràcia y Tendrui.
El pueblo de Gurp conservaba en el 2006, una docena de sus casas en pie, la mayoría habitadas en fines de semana (solo tres tienen población permanente). Casa Amat, Casa Borrell, Casa Faquina, Casa Mena, Casa Pascual, Casa Servent (antigua rectoría), Casa Taverner y las antiguas escuelas son algunas de las que se conservan enteras.
A poniente del pueblo está el risco de la Roca dels Corrals, que toma su nombre del hecho que hay unas construcciones hechas en las cavidades que forma la misma roca, que en distintas épocas fueron habitadas y, más modernamente, utilizadas como corrales. Actualmente, por su difícil acceso, han dejado de ser utilizadas, pero conservan restos de paredes y, circunstancialmente, se utilizan para alojar rebaños de ovejas y cabras.
Se encuentra cercana a la población la iglesia románica de Sant Martí, cerca del  llamado «Forat del Toscar», donde están los restos del Molino de Gurp. Siguiendo el mismo torrente aguas arriba se encuentra la mina de agua que provee la Academia General Básica de Suboficiales y los restos de unas instalaciones militares, entre ellas un chalet abandonado.
A un kilómetro y medio, cerca del lugar de Montibarri, están las ruinas de la iglesia románica de Sant Miquel de Gurp, cerca de la Borda de Figuera. Más cerca del pueblo hay también los restos de las Bordes de Seix, con los restos de la ermita de Sant Elies.
La iglesia del pueblo, románica también está dedicada a Sant Sadurní. Era sufragánea de la parroquial de Santa Engràcia, aunque actualmente está agrupada a Santa María de Vilamitjana (donde reside el párroco), junto con la de Talarn y la misma de Santa Engràcia.

## Historia

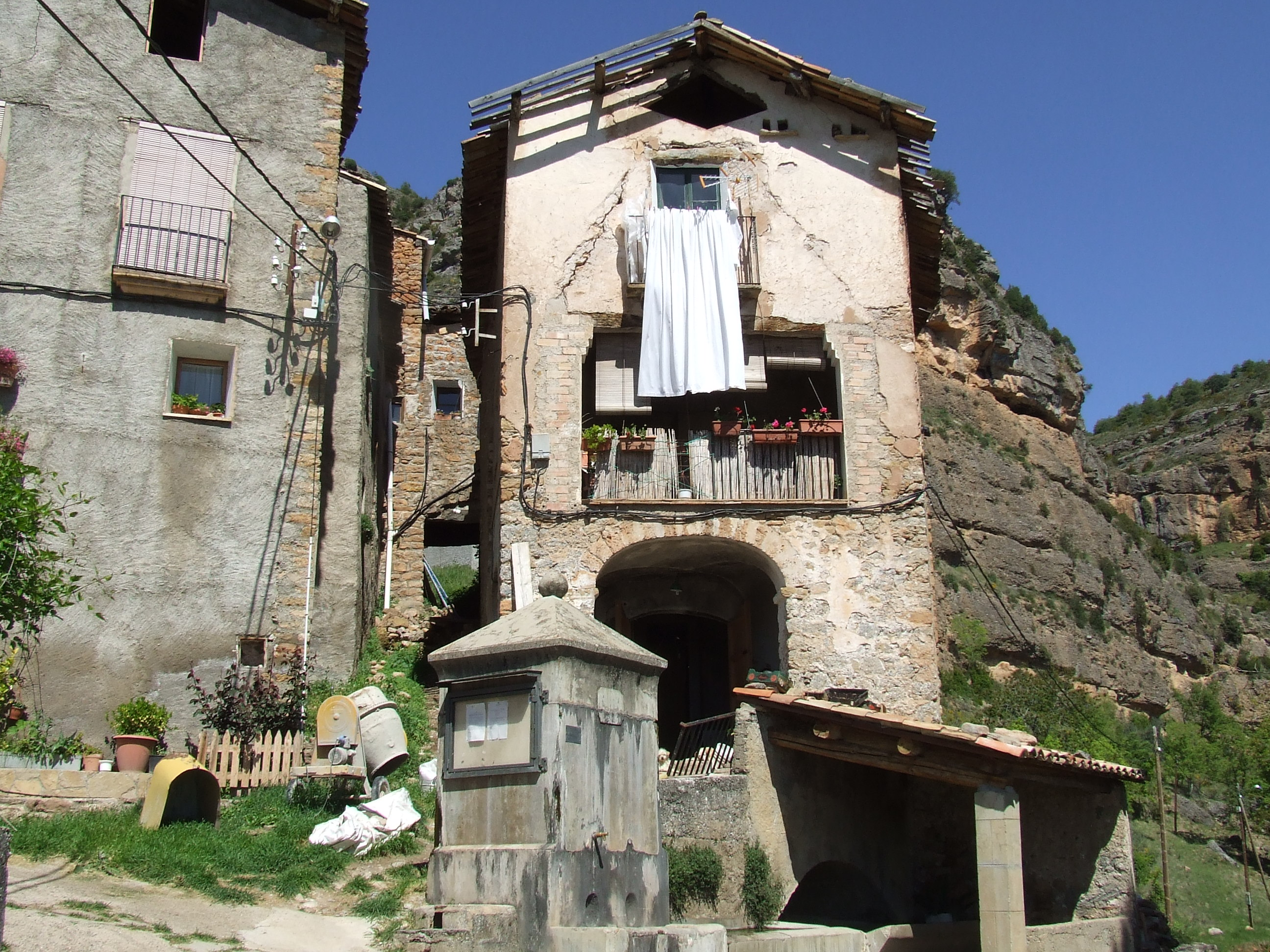
Fuente pública

Gurp nació al abrigo del castillo de Gurp, del que se tienen pocas referencias documentales. A principios del siglo XVIII, pero, pertenecía, con todo su término, a la baronía de Claret, y hasta la extinción de los señoríos, en el siglo XIX. 
En 1553 aparecen en el censo de ese año, 11 fuegos, en Gurp (unos 55 habitantes). En 1718 ya se citan 60 personas, residiendo en Gurp. En la actualidad la población se ha reducido el número de ocho.
Pascual Madoz, en el Diccionario geográfico ... de 1845 dice de Gurp, que:

denomina San Andrés de Gurp, que está construido bajo una roca que domina el pueblo por el norte, de modo que la misma roca sirve de tejado para las casas, por lo que es un pueblo poco ventilado, y su clima, malsano. Tiene 30 casas bajas y en general, malas, que forman pequeñas calles irregulares mal empedradas. Cuenta como agregados los caseríos de María de Belep, Casa del Negro y San Miguel, donde hay capilla. También hay varios corrales. El terreno del término es en parte montañoso y en parte plano, lo atraviesa la Sierra Media, con mucho matorral en la montaña y robles, encinas, nogales, almendros y otros árboles frutales, además de huertos regados con el agua de las fuentes del término. Se produce trigo, centeno, cebada, avena y espelta, vino y aceite. Se crían ovejas y cabras, además de bueyes para el trabajo agrícola. Hay caza de conejos, liebres, perdices y algunos lobos. Hay un molino harinero, movido por el agua de una fuente. Se cuentan 30 vecinos (cabezas de familia) y 110 almas (habitantes).

## Geografía humana

### Demografía
| Gráfica de evolución demográfica de Gurp entre 1842 y 1960 |
| |
| Población de derecho según los censos de población del INE Población de hecho según los censos de población del INEEntre el censo de 1857 y el anterior, crece el término del municipio porque incorpora a 255329 (Sant Adriá), 255337 (Santa Engracia), 255359 (Tendruy) Entre el censo de 1970 y el anterior, este municipio desaparece porque se integra en el municipio 25234 (Tremp) |